# FBC Mortgage Stadium
 (septembre 2015).
L'Acrisure Bounce House (anciennement Bright House Networks Stadium puis, Spectrum Stadium, Bounce House et FBC Mortgage Stadium) est un stade de football américain situé dans le Wayne Densch Sports Complex au cœur de l'University of Central Florida à Orlando en Floride. 
L'équipe de football américain universitaire des Knights de l'UCF évolue dans cette enceinte depuis 2007. Le stade a une capacité de 44 206 places et dispose de 24 suites de luxe et de 822 sièges de club.

## Histoire
C'est le premier stade neuf localisé dans un campus de la Division I NCAA à s'ouvrir au XXIe siècle. Les Knights de l'UCF se sont déplacés de leur enceinte précédente, le Citrus Bowl, près du centre d'Orlando. La construction du nouveau stade fut brièvement retardée à cause de divers soucis avec les résidents locaux concernant les valeurs de propriété potentiellement en chute et les niveaux sonores du stade.
Au début, son coût était projeté entre 40 et 45 millions de dollars USD, mais les évaluations les plus récentes l'estiment plutôt à 55 millions.
Le 8 août 2006, UCF a annoncé un accord de 15 millions sur 15 ans avec la société Bright House Networks pour le nom du bâtiment (Bright House Networks Stadium). Depuis 2017, le stade porte le nom de Spectrum Stadium : ce nouveau nom fait suite au rachat de Bright House Networks par Charter Communications, propriétaire de Spectrum.
Le 9 mai 2006, on apprenait que les Texas Longhorns seraient le premier adversaire pour les UCF Golden Knights dans leur nouveau stade. Le match s'est déroulé le 15 septembre 2007 et a été nationalement diffusé sur ESPN2 à 3:30 pm EDT. Il y a eu une affluence de 45 622 spectateurs et les Knights ont perdu contre les Longhorns sur le score de 35-32.
Il y a un mouvement populaire sur le campus d'UCF pour se rapporter au stade comme The Knight House, The Dungeon, The Castle, ou The Keep.
Le stade a reçu son nom actuel d'Acrisure Bounce House le 1er juillet 2025. Cela fait suite au fait que le sponsor du stade, FBC Mortgage, s'est rebaptisé Acrisure Mortgage.